# Jurij Andropov

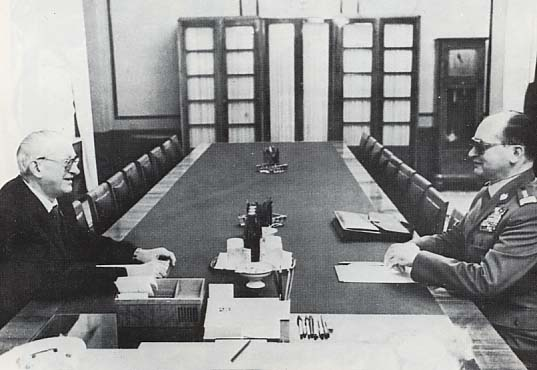
Andropov při setkání s polským vůdcem Jaruzelským

Jurij Vladimirovič Andropov (rusky Юрий Владимирович Андропов; 15. června 1914, Nagutskaja, dnes Soluno-Dmitrijevskoje – 9. února 1984, Moskva) byl sovětský politik a státník, nejvyšší představitel Sovětského svazu a předseda prezídia Nejvyššího sovětu od 12. listopadu 1982 až do své smrti o patnáct měsíců později.

## Život
Šlo o významného stranického a státního činitele KSSS a SSSR od konce 40. let do své smrti v únoru 1984. Působil ve významných funkcích v Komsomolu a stranickém aparátu v Karelo-finské republice a ÚV KSSS. Po Stalinově smrti odešel do diplomatických služeb a působil jako velvyslanec v Maďarsku, kde pracoval i v období protikomunistického povstání v roce 1956. V letech 1957–1967 vedl oddělení ÚV KSSS pro dohled nad sovětským blokem. V následujících patnácti letech stál v čele obávané KGB. Na sklonku Brežněvovy éry se stal hlavním ideologem KSSS a po smrti L. I. Brežněva se stal jeho nástupcem. Funkci generálního tajemníka KSSS vykonával 15 měsíců až do své smrti (listopad 1982 – únor 1984).

### Počátky kariéry
Jurij Andropov pocházel z rodiny dělníka u železnic, jehož předkové byli Donští kozáci. Jeho matka byla jako nemluvně adoptována rodinou finsko-židovského hodináře žijícího v Moskvě. V mládí se stal aktivním komsomolcem. Během Velkého teroru (1937/1938) vystoupal na přední příčky mládežnické organizace. V roce 1939 byl po ukončení velké čistky přijat do strany. V té době již vedl oblastní komsomolskou organizaci v Jaroslavli (1938–1940). Poté byl přesunut do nově zřízené Karelo-finské svazové republiky, kde se stal prvním tajemníkem republikového komsomolu. Během velké vlastenecké války se podílel na organizaci tamního frontu, partyzánského hnutí a spolupráci týlu a armády.
V roce 1944 přešel na práci ve stranických orgánech. Nejprve působil jako druhý tajemník hlavního města republiky (Petrozavodsk) a později se stal tajemníkem republikového ÚV. V této době si doplňoval své vysokoškolské vzdělání mimo jiné na Vysoké škole stranické při ÚV VKS(b). Jeho kariéru nepříjemně poznamenala leningradská aféra, která smetla celé vedení republiky. Andropov unikl jen díky aktivní spoluúčasti během kampaně.
Po pádu svého dlouholetého ochránce a prvního tajemníka Karelofinské republiky nenastoupil na jeho místo, ale byl převeden do ústředního aparátu v Moskvě. Stal se inspektorem a dohlížel na pobaltské svazové republiky. Jeho přímým nadřízeným se stal druhý muž strany Georgij Maximilianovič Malenkov a jeho favorit Averkij B. Aristov.
Po Stalinově smrti odešel do diplomatických služeb a působil jako velvyslanec v Maďarsku, kde pracoval i v období protikomunistického povstání v roce 1956.
Jeho aktivita a vystupování během krize mu v očích Nikity Sergejeviče Chruščova přinesly ovoce. Brzy se dostavilo povýšení do funkce vedoucího oddělení ÚV KSSS pro dohled a spolupráci s ostatními sovětskými satelity.
V roce 1962 byl vyzvednut mezi tajemníky ÚV a zařadil se mezi nové perspektivní Chruščovovy aparátčíky. Získal renomé znalce mezinárodních vztahů a ideologických otázek. V jeho oddělení ÚV se soustředil mozkový trust poradců, kteří si udrželi vliv na dění v SSSR až do dob M. S. Gorbačova.
Nástup Leonida Iljiče Brežněva – Michaila Andrejeviče Suslova (říjen 1964) byl pro něj ranou a zdálo se, že s jeho setrváním ve funkcích je konec. Až přespříliš byl spojen s Chruščovem. Nicméně složité vztahy a rivality uvnitř kremelské věrchušky (elita, politická špička) vedly ke sblížení s Brežněvem, který hledal spojence proti svým soupeřům (Šeljepin – Podgornyj – Kosygin).

### Včele KGB (1967–1982)
V roce 1967 se podařilo Brežněvovi zbavit se nepohodlného šéfa KGB Semičastného. Novou hlavou KGB se stal Andropov, který zůstal v této funkci až do jara 1982, kdy se znovu vrátil do funkce tajemníka ÚV KSSS.
Pod jeho vedením upevnila státní bezpečnost svůj dohled nad obyvatelstvem. Pod její kontrolu se dostaly všechny sféry života státu i společnosti. Jedním z jejích úkolů byl boj s disentem, s projevy místního nacionálního separatismu a s náboženstvím. Z jeho iniciativy začalo vysídlování disidentů za hranice. V roce 1974 nebyl umožněn návrat Alexandra I. Solženicyna do země a později byl zbaven občanství. Lidé s odlišným názorem byli posíláni do psychiatrických léčeben, aby se předešlo jejich zavírání do věznic.
KGB sledovala i život za hranicemi SSSR a spolupodílela se na určování linie zahraniční politiky. Andropov byl hlavním aktérem při vpádu sovětských vojsk do Československa v roce 1968 i do Afghánistánu v roce 1979. V letech 1980–1981 však jako ředitel KGB vystupoval proti návrhům řešit vojenskou okupací krizi v Polsku, která nakonec vyústila ve vnitřní státní převrat. Ve stejné době začal rovněž podporovat reformní kruhy v Sovětském svazu.

### Na vrcholu moci
Úpadek Brežněvovy osobnosti mu otevřel možnost ucházet se o následnictví. Brežněv původně vyzvedával své favority A. P. Kirilenka (spolupracovník z Dněpropetrovska od třicátých let) a K. U. Černěnka (spolupracovník a asistent od padesátých let z Moldávie).
Reálné šance se pro Andropova otevřely na jaře 1982. Po smrti M. A. Suslova zaujal post druhého tajemníka ÚV, převzal dohled nad ideologií a řízení sekretariátu ÚV.
Generálním tajemníkem ÚV KSSS byl zvolen na plenárním zasedání 12. listopadu 1982 na návrh svého rivala Konstantina Ustinoviče Černěnka. Dělba moci však proběhla již dříve na jednání politbyra.
Zdravotní stav nového sovětského vůdce byl již velmi špatný, trpěl mimo jiné chronickým selháváním ledvin, přesto se vrhl do práce a zahájil sérii reforem, které měly obnovit hospodářský růst, zvýšit produktivitu práce a vyřešit ekonomické potíže kolabujícího impéria. Pozornost věnoval boji s korupcí a zneužívání postavení uvnitř stranické nomenklatury.
Do vedoucích funkcí vyzvedával mladší funkcionáře. Kolem něj se vytvořilo nové perspektivní vedení KSSS (Andropov, Romanov, Gorbačov, Alijev, Gromyko, Ustinov, Ryžkov, Ligačov, Solomencev a Vorotnikov), které však muselo stále počítat se silnými pozicemi konzervativců, kteří nechtěli narušovat status quo Brežněvovy epochy (Černěnko, Tichonov, Pelše, Grišin, Kunajev, Ščerbyckij, Zimjanin, Kapitonov, Rusakov).
Výrazným úspěchem, kterého jako generální tajemník dosáhl, bylo rozkrytí tzv. Bavlníkové aféry. Šlo o masivní korupční skandál, při němž vyšlo najevo, že představitelé středoasijských svazových republik, zejména uzbecké a tádžické, po celou dobu Brežněvovy éry falšovali údaje o dodávkách bavlny s účastí některých Brežněvových blízkých spolupracovníků, včetně jeho zetě Jurije Čurbanova. V rámci skandálu byly zatčeny a vyšetřovány řádově tisíce osob a rozpracovány změny ve správních strukturách jednotlivých svazových republik. Dokončit je však už Andropov nestihl, stejně jako se nedočkal výsledků vyšetřování. V únoru 1984 zemřel ve věku 69 let. Jeho nástupcem se stal stářím a nemocemi zcela sešlý konzervativní stoupenec brežněvovského křídla Konstantin Černěnko. Ten zemřel o 13 měsíců později a na přerušené reformy, které Andropov rozpracoval, navázal Černěnkův nástupce Gorbačov.

## Seznam funkcí
- Vedoucí mezinárodního oddělení ÚV (dohled nad komunistickými stranami socialistického tábora) 1957–1967
- Tajemník ÚV – 1962–1967, 1982
- Předseda Výboru státní bezpečnosti (KGB) – 1967–1982
- Generální tajemník ÚV KSSS – listopad 1982 – únor 1984
- Předseda prezidia Nejvyššího sovětu SSSR – 1983–1984
- Kandidát politbyra 1967–1973, člen politbyra 1973–1984

## Vyznamenání

### Sovětská vyznamenání
- Hrdina Sovětského svazu – 14. června 1974 – za skvělé služby komunistické straně a sovětskému státu a v souvislosti s jeho šedesátými narozeninami[1]
- Leninův řád – 23. července 1957 – za příkladné plnění služebních povinností v období maďarských událostí[2]
- Leninův řád – 13. června 1964 – za zásluhy komunistické straně a sovětskému státu a při příležitosti padesátých narozenin[3]
- Leninův řád – 2. prosince 1971 – za zásluhy o zajištění úspěšného plnění úkolů pětiletého plánu rozvoje národního hospodářství SSSR na období 1966–1970[4]
- Leninův řád – 14. června 1974 – za skvělé služby komunistické straně a sovětskému státu a v souvislosti s jeho šedesátými narozeninami[1]
- Řád Říjnové revoluce – 14. června 1979
- Řád rudého praporu – 14. července 1944 – za výstavbu vodních elektráren na Volze na konci 30. let 20. století, v době kdy byl Andropov prvním tajemníkem regionálního výboru Jaroslavské komsomoly
- Řád rudého praporu práce – 23. září 1944 (na návrh tajemníka Ústředního výboru KFSSR za šikovné vedení Komsomolu ve válečných letech), 24. července 1948 a 15. února 1961 (za odpovědné plnění pokynů ústředního výboru KSSS)
- Medaile 100. výročí narození Vladimira Iljiče Lenina
- Medaile Partyzánů vlastenecké války I. třídy
- Medaile Za zásluhy při obraně státní hranice SSSR
- Medaile za vítězství nad Německem ve Velké vlastenecké válce 1941–1945
- Jubilejní medaile 20. výročí vítězství ve Velké vlastenecké válce 1941–1945
- Jubilejní medaile 30. výročí vítězství ve Velké vlastenecké válce 1941–1945
- Medaile Za udatnou práci za velké vlastenecké války 1941–1945
- Medaile 50. výročí Ozbrojených sil SSSR
- Medaile 60. výročí Ozbrojených sil SSSR
- Pamětní medaile 250. výročí Leningradu
- Pamětní medaile 1500. výročí Kyjeva

### Zahraniční vyznamenání
- Hrdina Bulharské lidové republiky

- Řád slunce svobody – Afghánistán
- Řád Georgiho Dimitrova – Bulharská lidová republika
- Řád Bulharské lidové republiky
- Řád Bílého lva I. třídy – Československo, 21. září 1970 – udělil prezident Ludvík Svoboda
- Medaile Za upevňování přátelství ve zbrani – Československo
- Řád praporu Maďarské lidové republiky s diamanty
- Süchbátarův řád – Mongolsko
- Řád rudého praporu – Mongolsko
- Medaile 50. výročí Mongolské lidové revoluce
- Řád Karla Marxe – NDR